# 巴加西
巴加西（Bagassi）為位在布吉納法索南方的城鎮，由布克萊迪穆翁大區巴雷省巴加西縣管轄。該城鎮為巴加西縣的首府。1996年人口普查中該城鎮人口有2,977人。

## 外部連結
- Satellite map at Maplandia.com （页面存档备份，存于）